# Топографія
Топогра́фія (від дав.-гр. τόπος — місце; γράφω — пишу) — науково-технічна дисципліна, що займається географічним та геометричним вивченням місцевості з наступним створенням та уточненням топографічних карт на основі аеро- та космічних фотознімків. Розділ картографії.